# Zjednoczenie Demokratyczne
Zjednoczenie Demokratyczne (ZD) – polska konspiracyjna organizacja polityczna powołana w lipcu 1944 w wyniku połączenia Stronnictwa Demokratycznego ze Związkiem Odbudowy Rzeczypospolitej, Polską Niepodległą i Polskim Stronnictwem Demokratycznym (grupa Henryka Józewskiego).
Pierwszym przewodniczącym ZD był Eugeniusz Czarnowski, jego następcą został Zygmunt Kapitaniak. ZD przysługiwało jedno miejsce w Radzie Jedności Narodowej.
Organami prasowymi tej organizacji były: Nowy Dzień i Głos Wolny Wolność Ubezpieczający.
W marcu 1945 dwóch przywódców ZD: Eugeniusz Czarnowski i Stanisław Michałowski zostało aresztowanych przez NKWD i sądzonych w procesie szesnastu. 
We wrześniu 1945 większość członków ZD wstąpiła do Stronnictwa Demokratycznego.